# وستون-سوپر-مار
latitudeوستون-سوپر-مارlongitudeوستون-سوپر-مار
وستون-سوپر-مار (به انگلیسی: Weston-super-Mare) شهری در کشور انگلستان است که این کشور خود بخشی از بریتانیا محسوب می‌شود. این شهر در سال ۱۹۹۱ میلادی ۶۹٫۳۷۲ نفر جمعیت داشته و در سرشماری سال ۲۰۰۱ جمعیت آن به ۷۸٫۰۴۴ نفر رسیده‌است. میزان رشد سالانهٔ جمعیت وستون-سوپر-مار ‎۰٫۲۱ درصد می‌باشد و جمعیت این شهر در سال ۲۰۱۲ به ۷۹٫۸۳۳ نفر تغییر یافت.